# Senedyemib Inti
| s | nDm | n&D | m | ib | in · n | ti | i |

| s | nDm | n&D | m | ib | in · n | ti | i |

Senedyemib Inti (siglo XXIV a. C.) era un escriba que ejercía como administrador y chaty de Dyedkara-Isesi, faraón del Alto y Bajo Egipto durante la quinta dinastía. Llevaba también los títulos  de Jefe de la justicia y Director de todas las obras del rey, es decir, era el arquitecto en jefe que supervisó la construcción de la Pirámide de Dyedkara-Isesi en Saqqara. Ejerció estas altas funciones de gobierno durante la segunda parte del reinado, después de que lo hiciese Ptahhotep. Durante su ocupación recibió dos cartas personales del faraón que hizo figurar en buen lugar en su mastaba en Guiza.
Estaba casado con Tjefi, con la cual tuvo dos hijos: Senedyemib Mehi, que lo sustituyó como chaty durante el reinado de Unis, y Jumenti. Ambos construyeron para su tumbas sendas mastabas cerca de la de su padre, formando una pequeña necrópolis familiar al oeste de la pirámide de Jufu (Keops).

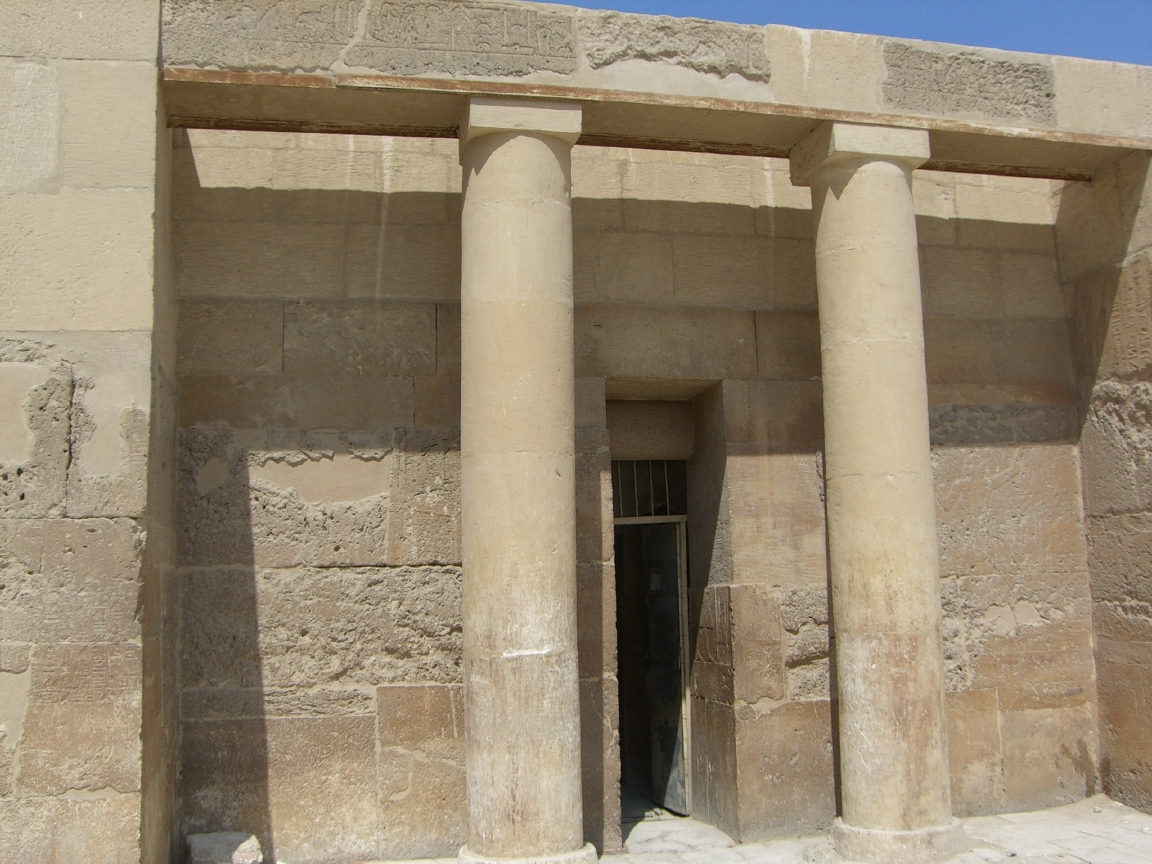
Fachada porticada de la mastaba de Senedyemib Inti en Guiza.

## Mastaba
Senedyemib Inti fue enterrado en la mastaba G2370 de Guiza. La descubrió Karl Richard Lepsius en 1842, y fue excavada e investigada en 1914 por George Andrew Reisner. Su esposa fue enterrada junto a él. En la mastaba están reproducidas las cartas enviadas por el rey y la biografía de Senedyemib Inti. Entre los objetos descubiertos figura el sarcófago de caliza con el nombre del chaty inscrito, piezas de cerámica, fragmentos de estatuas y una estela de las denominadas puerta falsa. Los relieves de la cámara funeraria no son de gran calidad, pero se han mantenido los colores originales. En una de las paredes está representado Senedyemib sentado junto a una mesa de ofrendas. Tras él hay unas columnas con su nombre y sus títulos.
El sarcófago contenía restos óseos de un hombre. No se encontró ninguno de los vasos canopos; todo lo que resta del ajuar fúnebre se encuentra en multitud de fragmentos.  